# Necyla natalensis
Necyla natalensis är en insektsart som beskrevs av Navás 1914. Necyla natalensis ingår i släktet Necyla och familjen fångsländor. Inga underarter finns listade i Catalogue of Life.